# João Verle
João Verle est un homme politique brésilien, membre du Partido dos Trabalhadores du Président Lula, qui fut maire de Porto Alegre, la grande métropole du Rio Grande do Sul de 2002 à 2004.

## Biographie
Président de la Banrisul, pendant le mandat d'Olívio Dutra à la gestion du Rio Grande do Sul, João Verle fut choisi comme candidat vice-maire de Porto Alegre dans l'équipe de Tarso Genro pour les élections de 2000, pour le PT. Vainqueurs, ils prirent leur fonction le 1er janvier 2001. En avril 2002, cependant, Tarso Genro se démit de sa charge pour participer à l'élection au poste de gouverneur de l'État, et João Verle termina la mandat de son prédécesseur. Peu charismatique, il fut considéré comme une des causes de la défaite du PT aux élections municipales de 2004, mettant fin à seize années consécutives de présence du parti à la tête de la municipalité.
| Précédent Tarso Genro | Maire de Porto Alegre 2002 — 2004 | Suivant José Fogaça |